# Sujita Basnet
Sujita Basnet (tiếng Nepal: सुजिता बस्नेत) (sinh ngày 10 tháng 5 năm 1993) là một người mẫu người Mỹ gốc Nepal, cô đang giữ danh hiệu và nhân viên xã hội đã đăng quang ngôi vị Hoa hậu Hoàn vũ Nepal 2021. Cô sẽ đại diện cho Nepal tại Hoa hậu Hoàn vũ 2021.

## Tiểu sử
Sujita sinh ra ở Maryland với bà mẹ đơn thân Reena Karki và được ông bà nội nuôi dưỡng ở thủ đô Kathmandu cho đến năm 5 tuổi vì mẹ cô đang hoàn thành chương trình học ở Hoa Kỳ.

## Các cuộc thi sắc đẹp

### Hoa hậu Hoàn vũ Nepal 2020
Basnet đã cạnh tranh với 23 thí sinh khác vào vòng chung kết Hoa hậu Hoàn vũ Nepal 2020 tại khách sạn Kathmandu Marriott ở Kathmandu. Cô dừng chân tại ngôi vị Á hậu 1.

### Hoa hậu Hoàn vũ Nepal 2021
Basnet một lần nữa tham gia và đã cạnh tranh với 17 thí sinh khác vào vòng chung kết Hoa hậu Hoàn vũ Nepal 2021 tại khách sạn Yak & Yeti ở Kathmandu. Cô là người chiến thắng của cuộc thi.

### Hoa hậu Hoàn vũ 2021
Với tư cách Hoa hậu Hoàn vũ Nepal 2021, Basnet sẽ đại diện cho Nepal tại cuộc thi Hoa hậu Hoàn vũ 2021 ở Eilat, Israel.